# 縣道141號
縣道141號（埔心－林內），北起彰化縣埔心鄉瓦磘厝，南至雲林縣林內鄉林內市區，全長共計23.802公里（公路總局資料）。

## 歷史沿革
縣道141號 原為員林－林內，起點位於員林市中山莒光路口，2017年11月起點調整至埔心鄉員鹿路、員林大道七段路口，員林市區路段（中正路）解編為一般道路。

## 行經行政區域
| 彰化縣              | 埔心鄉        | 瓦磘厝                        | 0.000  | 縣道148號             | 公路起點            |
| 彰化縣              | 埔心鄉        | 瓦磘厝                        | 0.800  | 台1線                 | 0                   |
| 彰化縣              | 員林市        | 溝皂                          | －     | 縣道144號（西行）     |                     |
| 彰化縣              | 員林市        | －                            |        |                       |                     |
| 彰化縣              | 員林市        | 大饒                          | －     | 縣道144號（西行）     |                     |
| 彰化縣              | 員林市        | 大饒                          | －     | 彰80線                | 與彰80線共線起點    |
| 彰化縣              | 員林市        | 大饒                          | －     | 彰80線                | 與彰80線共線終點    |
| 彰化縣              | 員林市 社頭鄉 | 大饒（員林市） 新厝（社頭鄉） | －     | 彰79線                | 彰79線起點          |
| 彰化縣              | 員林市 社頭鄉 | 大饒（員林市） 新厝（社頭鄉） | －     | 彰80-1線              | 彰80-1線終點        |
| 彰化縣              | 員林市 社頭鄉 | 大饒（員林市） 新厝（社頭鄉） | －     | 彰84線                | 彰84線起點          |
| 彰化縣              | 社頭鄉        | 枋橋頭                        | －     | （地區道路）          |                     |
| 彰化縣              | 社頭鄉        | 枋橋頭                        | －     |                       |                     |
| 彰化縣              | 社頭鄉        | 枋橋頭                        | －     | （地區道路）          |                     |
| 彰化縣              | 社頭鄉        | －                            |        |                       |                     |
| 彰化縣              | 社頭鄉        | 社頭市區                      | －     | 彰81線                |                     |
| 彰化縣              | 社頭鄉        | 社頭市區                      | －     | 彰154線               |                     |
| 彰化縣              | 社頭鄉        | 社頭市區                      | －     | （地區道路）          |                     |
| 彰化縣              | 社頭鄉        | 崙雅                          | －     | 彰92線                | 彰92線起點          |
| 彰化縣              | 田中鎮        | 卓乃潭                        | －     | 彰94線                |                     |
| 彰化縣              | 田中鎮        | －                            |        |                       |                     |
| 彰化縣              | 田中鎮        | 田中市區                      | －     | 彰96線                |                     |
| 彰化縣              | 田中鎮        | 田中市區                      | 13.100 | 縣道150號             |                     |
| 彰化縣              | 二水鄉        | 十五                          | －     | （地區道路）          |                     |
| 彰化縣              | 二水鄉        | 過圳                          | －     | （地區道路）          |                     |
| 彰化縣              | 二水鄉        | － 地下道 穿越縱貫線          |        |                       |                     |
| 彰化縣              | 二水鄉        | 二水市區                      | 18.200 | 縣道152號             | 與縣道152號共線起點 |
| 彰化縣              | 二水鄉        | 二水市區                      | －     | 縣道152號 · 彰110線   | 彰110線起點         |
| 彰化縣              | 二水鄉        | 大丘園                        | －     | 縣道152號 · 彰114-1線 | 彰114-1線起點       |
| 彰化縣              | 二水鄉        | 合興                          | 21.500 | 縣道152號             | 與縣道152號共線終點 |
| 21.900              |               |                               |        |                       |                     |
| 雲林縣              | 林內鄉        | 林內市區                      | －     | 雲66線                | 雲66線終點          |
| 雲林縣              | 林內鄉        | 林內市區                      | －     | 國道三號              | 規劃設立林內交流道  |
| 雲林縣              | 林內鄉        | 林內市區                      | 23.802 | 台3線                 | 公路終點            |
| 共線 未通車或興建中 |               |                               |        |                       |                     |

## 沿線路名
- 員林大道七段
- 員林大道一段
- 員集路二－一段（員林市）
- 員集路三段（社頭鄉）
- 中山路
- 員集路一段（社頭鄉）
- 員集路三段（田中鎮）
- 東閔路
- 員集路五－四段（二水鄉）
- 民生路
- 南通路
- 漳雲路

## 沿線設施與景點
- 彰化縣員林市饒明國民小學
- 社頭鄉百年老茄苳樹
- 彰化縣立社頭國民中學
- 國立彰化特殊教育學校
- 彰化縣社頭鄉崙雅國民小學
- 彰化縣二水鄉復興國民小學
- 林內交流道（國道三號）

## 註解
1. ↑  該路段同時為員林市與社頭鄉邊界